# Stazione di Vallombrosa
La stazione di Vallombrosa (o Valleombrosa) è una stazione ferroviaria della ferrovia Genova-Casella, gestita dall'Azienda Mobilità e Trasporti di Genova (AMT). Si trova nel territorio comunale di Sant'Olcese, nella città metropolitana di Genova.
La stazione è situata a un'altitudine di 286 metri sul livello del mare.

## Storia
La stazione fu istituita nel novembre 1984. In un primo tempo, era servita da un solo treno serale per Casella.
La fermata fu soppressa nell'ottobre 1994, insieme alle fermate di San Pantaleo 2 e di Crocetta d'Orero; fu ripristinata a ottobre 2008.

## Strutture e impianti
La stazione è a binario singolo.

## Movimento
La stazione è servita da tutti i treni regionali che percorrono la linea Genova-Casella. Come tutte le fermate intermedie della linea, si tratta di una fermata a richiesta..
A partire dall'orario 2024, a Valleombrosa i treni fermano solo i sabato feriali.